# Алиса зна шта да ради!
Алиса зна шта да ради! је руска анимирана серија која прати Алису Селезневију. Премијера је одржана 16. новембра 2013. на СТС-у. Ово је прва анимирана серија о Алиси Селезневи, претходне су биле играног формата.

## Улоге
| Име лика          | Енглески глас       |
| ----------------- | ------------------- |
| Алиса             | Лори Хаимеш         |
| Господин Петерсон | Мајк Полок          |
| Роли - Р          | Мајк Полок          |
| Протофеликс       | Дејвид Бример       |
| Ерик Шородингер   | Марк Томпсон        |
| Бела Мери         | Кејт Бристол        |
| Алекс Тејлор      | Били Боб Томпсон    |
| Бела Наталија     | Алисон Ли Розенфелд |
| Професор Салазар  | Џејсон Грифит       |
| Трунокс Дапер     | Грејам Халстед      |
| Доктор Гилијам    | Мичел Фрејзер       |
| Ериков деда       | Вилијам Тост        |
| Шериф             | Вејн Грејсон        |
| Трунокс Дампер    | Вејн Грејсон        |
| Генерал Дракспод  | Х. Д. Квин          |
| Иторд             | Том Вејланд         |
| Мејгусис          | Дејвид Вилс         |
| Елиса Чантал      | Чарлс Черир         |
| Јан               | Рајан Николас       |